# Футболіст року в Азії
Футболіст року в Азії — нагорода, яку присуджує Азійська конфедерація футболу з 1994 року (1993 року премія вручалася АФК неофіційно). Ця організація щороку вибирає найкращого футболіста Азії. До цього, з 1988 по 1991 рік, найкращого футболіста неофіційно вибирала Міжнародна федерація футбольної історії і статистики (IFFHS). З 2012 року також нагороджують найкращого футболіста, який виступає поза межами Азії, а також найкращого неазійця, що виступає в Азії.

## Переможці за роками
| Рік  | Футболіст                | Громадянство      | Клуб                 |
| ---- | ------------------------ | ----------------- | -------------------- |
| 1988 | Ахмад Раді               | Ірак              | Аль-Рашид            |
| 1989 | Кім Джу Сон              | Республіка Корея  | Деу Роялс            |
| 1990 | Кім Джу Сон              | Республіка Корея  | Деу Роялс            |
| 1991 | Кім Джу Сон              | Республіка Корея  | Деу Роялс            |
| 1992 | Премія не присуджувалася |                   |                      |
| 1993 | Кадзуйоси Міура          | Японія            | Верді Кавасакі       |
| 1994 | Саїд Аль-Овайран         | Саудівська Аравія | Аль-Шабаб            |
| 1995 | Масамі Іхара             | Японія            | Йокогама Марінос     |
| 1996 | Ходадад Азізі            | Іран              | Бахман               |
| 1997 | Хідетосі Наката          | Японія            | Бельмаре Хірацука    |
| 1998 | Хідетосі Наката          | Японія            | Перуджа              |
| 1999 | Алі Даєї                 | Іран              | Герта                |
| 2000 | Наваф Аль-Темьят         | Саудівська Аравія | Аль-Хіляль           |
| 2001 | Фань Чжиї                | Китай             | Данді                |
| 2002 | Сіндзі Оно               | Японія            | Фейєноорд            |
| 2003 | Мехді Махдавікія         | Іран              | «Гамбург»            |
| 2004 | Алі Карімі               | Іран              | Аль-Ахлі             |
| 2005 | Хамад Аль-Мунташарі      | Саудівська Аравія | Аль-Іттіхад          |
| 2006 | Халфан Ібрагім           | Італія            | Аль-Садд             |
| 2007 | Яссір Аль-Кахтані        | Саудівська Аравія | Аль-Хіляль           |
| 2008 | Сервер Джепаров          | Узбекистан        | Буньодкор            |
| 2009 | Ясухіто Ендо             | Японія            | Гамба Осака          |
| 2010 | Саша Огненовський        | Австралія         | Соннам Ільхва Чхонма |
| 2011 | Сервер Джепаров          | Узбекистан        | Аль-Шабаб            |
| 2012 | Лі Кин Хо                | Південна Корея    | Ульсан Хенде         |
| 2013 | Чжен Чжі                 | Китай             | Гуанчжоу Евергранд   |
| 2014 | Нассер Аль-Шамрані       | Саудівська Аравія | Аль-Хіляль           |
| 2015 | Ахмед Халіл              | ОАЕ               | Аль-Аглі (Дубай)     |
| 2016 | Омар Абдулрахман         | ОАЕ               | Аль-Айн              |
| 2017 | Омар Харбін              | Сирія             | Аль-Хіляль           |
| 2018 | Абделькарім Хассан       | Катар             | Ас-Садд              |

## Перемоги по країнам
| Країна            | Перемог |
| ----------------- | ------- |
| Саудівська Аравія | 8       |
| Японія            | 6       |
| Іран              | 4       |
| Республіка Корея  | 4       |
| Катар             | 2       |
| Китай             | 2       |
| ОАЕ               | 2       |
| Узбекистан        | 2       |
| Австралія         | 1       |
| Ірак              | 1       |
| Сирія             | 1       |

## Найкращий футболіст, який виступає поза межами Азії
| Рік  | Місце | Футболіст       | Громадянство   | Клуб                 |
| ---- | ----- | --------------- | -------------- | -------------------- |
| 2012 | 1     | Сіндзі Кагава   | Японія         | Манчестер Юнайтед    |
| 2012 | 2     | Юто Нагатомо    | Японія         | Інтернаціонале       |
| 2012 | 3     | Марк Шварцер    | Австралія      | Фулгем               |
| 2013 | 1     | Юто Нагатомо    | Японія         | Інтернаціонале       |
| 2013 | 2     | Кейсуке Хонда   | Японія         | ЦСКА                 |
| 2013 | 3     | Сон Хин Мін     | Південна Корея | Байєр 04             |
| 2014 | 1     | Міле Єдинак     | Австралія      | Крістал Пелас        |
| 2014 | 2     | Тім Кегілл      | Австралія      | Нью-Йорк Ред Буллз   |
| 2014 | 3     | Кі Сон Йон      | Південна Корея | Свонсі Сіті          |
| 2015 | 1     | Сон Хин Мін     | Південна Корея | Тоттенгем Готспур    |
| 2015 | 2     | Кі Сон Йон      | Південна Корея | Суонсі Сіті          |
| 2015 | 3     | Массімо Луонго  | Австралія      | Квінз Парк Рейнджерс |
|      |       |                 |                |                      |
| 2016 | 1     | Окадзакі Сіндзі | Японія         | Лестер Сіті          |
| 2016 | 2     | Сон Хин Мін     | Південна Корея | Тоттенгем Готспур    |
| 2016 | 3     | Каґава Сіндзі   | Японія         | Боруссія (Дортмунд)  |
|      |       |                 |                |                      |
| 2017 | 1     | Сон Хин Мін     | Південна Корея | Тоттенгем Готспур    |
| 2017 | 2     | Аарон Муй       | Австралія      | Гаддерсфілд Таун     |
| 2017 | 3     | Каґава Сіндзі   | Японія         | Боруссія (Дортмунд)  |

## Найкращий іноземний футболіст
| Рік  | Місце | Футболіст      | Громадянство | Клуб               |
| ---- | ----- | -------------- | ------------ | ------------------ |
| 2012 | 1     | Рожеріньйо     | Бразилія     | Аль-Кувейт         |
| 2013 | 1     | Мурікі         | Бразилія     | Гуанчжоу Евергранд |
| 2014 | 1     | Асамоа Г'ян    | Гана         | Аль-Айн            |
| 2015 | 1     | Рікардо Гуларт | Бразилія     | Гуанчжоу Евергранд |